# Geografia Austriei
Austria este o țară alpină, fiind una dintre cele mai muntoase țări ale Europei. Fiind situate în Alpi, vestul și sudul Austriei sunt renumite ca o destinație a sporturilor de iarnă. Lanțurile muntoase estice ale Alpilor ocupă 70% din teritoriul său, lanțuri care se întind de la est la vest și sunt despărțite între ele de afluenții Dunării: Inn, Salzach și Enns. Cel mai înalt munte este Grossglockner, cu 3.798 m. Nordul și estul țării sunt formate mai ales din terenuri deluroase. Câmpii mai mari se află pe cele două maluri ale Dunării. Climatul este temperat, cu ierni reci și veri răcoroase.